# Sibirska sovjetska enciklopedija
Sibirska sovjetska enciklopedija (ruski: Сибирская советская энциклопедия, skraćeno ССЭ) enciklopedijsko je izdanje na ruskome o Sibiru, Dalekom istoku i Istočnom Uralu te njihovoj geografiji, demografiji, socijalno-političkoj siituaciji i lokalnome stanovništvu.

## Povijest
Sibirska sovjetska enciklopedija bila je preteča regionalnih republičkih enciklopedija SSSR-a. Po prvi put pitanje potrebe za stvaranjem zasebne sibirske enciklopedije pokrenuo je 1919. godine „Institut za istraživanje Sibira“ (ruski: Институтом исследования Сибири) na kongresu u Tomsku uz podršku Aleksandra Vasiljeviča Kolčaka, vođe Bijeloga pokreta. Program je započet 1920. godine, no s dolaskom sovjetske vlasti on je prekinut. Godine 1926. među obrazovnim slojevima ponovno je pokrenut pokret koji je podržao stvaranje temeljnog djela o Sibiru te se zbog toga saziva organizacijski odbor. U travnju 1927. ogodine dobreno je uredništvo čiji su članovi bili vodeći lokalni znanstvenici.
Prvi svezak Sibirske sovjetske enciklopedije objavila je izdavačka kuća novina „Pravda“ (ruski: Правда). Prvo izdanje je tiskano u 10.000 primjeraka. Iduća dva sveska tiskala je udruga izdavačkih kuća „OGIZ“ (ruski: ОГИЗ) Tijekom razdoblja od 1929. do 1932. u Novosibirsku tiskana su prva 3 sveska, te su planirana još 2 sveska i 1 dodatni dopunski svezak. 
Mešu glavnim urednicima prvog sveska bio je Mark Konstantinovič Azadovski, voditelj katedre za povijest ruske književnosti na Irkutskome sveučilištu, te mnogi drugi. Na izradi Sibirske sovjetske enciklopedije sveukupno je sudjelovalo više od 500 ljudi.
Pri radu na drugome svesku Sibirske sovjetske enciklopedije, gotovo svi glavni urednici su uhićeni zbog lažnih optužbi da su bili članovi Bijele armije, a neki od njih su čak bili i strijeljani. Umjesto njih na mjestu glavnog urednika imenovan je moskovski Boris Zaharovič Šumjacki.
Četvrti svezak objavljen je tek 1992. godine u New Yorku na temelju preživjeloga mikrofilma i oglednih primjeraka koje su bile dodijeljivanje glavnim urednicima. Materijali za 5., 6. i dodatni svezak su također pripremljeni, no zbog staljinističkih represija i likvidacije urednika u svibnju – srpnju 1937. godine, ostali su samo u rukopisnim inačicama koje su predane Državnom arhivu Novosibirske oblasti (ruski: Государственный архив Новосибирской области). U Sovjetskome Savezu bilo je zabranjeno objavljivanje enciklopedija čiji su autori bili narodni neprijatelji.

## Struktura
Sibirska sovjetska enciklopedija obuhvaća gotovo sva područja znanja, no prilikom iznošenja činjenica i pojedinosti kod prezentacije građe primjećuje se utjecaj komunističke ideologije.
| Broj sveska | Ime sveska                 | Godina objavljivanja |
| ----------- | -------------------------- | -------------------- |
| 1           | А — Ж (Аба — Жуя)          | 1929.                |
| 2           | З — К (Забайкалье — Кяхту) | 1930. – 1931.        |
| 3           | Л — Н (лабаз — Някшинда)   | 1932.                |
| 4           | О — С (Обдорск — съезды)   | 1992.                |
| 5           | Т — Я                      | Nije objavljen       |
| 6           | дополнительный том         | Nije objavljen       |

## Ocjene znanstvenika
Godine 2003. u enciklopdiji Novosibirsk (ruski: Новосибирск) doktor povijesnih znanosti Aleksandar Leonidovič Posadovski dao je sljedeću ocjenu: